# 이색기
이색기(二色旗)는 두 개의 색만으로 이등분이 된 기를 말한다. 가로로 된 이색기(횡이색기)와 세로로 된 이색기(종이색기)가 있다. 가로로 된 이색기는 인도네시아 · 모나코 · 폴란드가 대표적이며, 세로로 된 이색기는 파키스탄 · 포르투갈 · 알제리 등이 대표적이다.

## 이색기에 해당하는 국기
문장이 포함된 이색기는 굵은 글씨이다. 변형된 이색기(단, T자형 삼색기와 Y자형 삼색기는 제외)는 기울어진 굵은 글씨이다.

### 가로 이색기

사진
리히텐슈타인의 국기
모나코의 국기
부르키나파소의 국기
산마리노의 국기
싱가포르의 국기
앙골라의 국기
우크라이나의 국기
인도네시아의 국기
폴란드의 국기

### 세로 이색기

사진
몰타의 국기
바레인의 국기
바티칸 시국의 국기
알제리의 국기
카타르의 국기
파키스탄의 국기
포르투갈의 국기

## 같이 보기
- 삼색기
- 스칸디나비아 십자